# Stiftung Kulturfonds der neuen Bundesländer
Die Stiftung Kulturfonds der neuen Bundesländer wurde nach der deutschen Wiedervereinigung 1990 als Nachfolgerin des ehemaligen Kulturfonds der DDR gegründet und im März 2006 aufgelöst.
Es handelte sich um eine von den Ländern des Beitrittsgebiets getragene Stiftung öffentlichen Rechts mit dem Zweck, das kulturelle Leben in den Beitrittsländern (Brandenburg, Mecklenburg-Vorpommern, Sachsen, Sachsen-Anhalt, Thüringen) sowie Berlin zumindest für eine Übergangszeit materiell abzusichern. In den Grundstock des Stiftungsvermögens flossen gemäß einem Beschluss der Regierung Lothar de Maizière Teile des Parteivermögens der PDS ein.
Die Förderarbeit der Stiftung bestand in der Gewährung von Arbeitsstipendien in den Bereichen Bildende Kunst, Darstellende Kunst, Fotografie, Film/Video, Literatur und Musik. Daneben wurden Projektstipendien vergeben sowie Aufenthaltsstipendien für die Künstlerhäuser Lukas in Ahrenshoop und Schloss Wiepersdorf.
1998 kündigte der Freistaat Sachsen einseitig den bei Gründung der Stiftung Kulturfonds geschlossenen Staatsvertrag unter Mitnahme des in diesem Vertrag allen beteiligten Ländern zugeschriebenen Anteils am Stiftungsvermögen. Zum Ende des Jahres 2004 folgten diesem Beispiel die Länder Sachsen-Anhalt und Thüringen. Infolge des damit verbundenen Kapitalverlustes musste die Stiftung Kulturfonds in die Liquidation gehen.
Die Beauftragte der Bundesregierung für Kultur und Medien (vulgo Kulturstaatsministerin) Christina Weiss schlug im April 2003 vor, drei Kulturstiftungen zusammenzuführen (Kulturstiftung des Bundes, Kulturstiftung der Länder, Stiftung Kulturfonds) und eine 'Deutsche Kulturstiftung' zu errichten. Der damalige Ministerpräsident  Edmund Stoiber verhinderte die Kulturstiftung.